# Gurumon gurumayum
Gurumon gurumayum — вид прісноводних крабів родини Potamidae. Описаний у 2022 році.

## Назва
І родова, і видова назви вшановують індійську зоологиню Шантабалу Деві Гурумаюм із Зоологічної служби Індії, яка зібрала і надала типові зразки, а також за її велику роботу у водній біології.

## Поширення
Ендемік Індії. Поширений у штаті Аруначал-Прадеш на північному сході країни.

## Опис
Панцир діаметром до 15 мм. Карапакс поперечно яйцеподібний; спинна поверхня загалом гладка, гола, помітно вигнута.